# Тер-Абрамянц, Амаяк Павлович
Амаяк Павлович Тер-Абрамянц (15 июня 1952, Таллин, Эстонская ССР) — писатель, автор художественной прозы и профессиональный врач. Публиковался в «Независимой газете», «Литературной России», журналах «Таллинн», «Литературная Армения», «Дарьял», «Смена», «Знамя», «Волга», альманахе «Литературная Америка» (США) и прочих журналах, сборниках и альманахах. Член Союза писателей Москвы.

## Биография
Родился в семье главного хирурга Республиканской клинической больницы ЭССР (армянина) и заведующей детским садом таллинского завода «Двигатель» (украинки). В 1959 году семья переехала в Семипалатинск (Казахская ССР), в 1961 году — в Подольск (Московская область). 
В 1969 году окончил среднюю школу, после чего поступил во 2-й Московский медицинский институт (окончил в 1976 году). Впоследствии работал в Подольске, а с 1982 года — в Москве. В 1992 году заочно окончил Литературный институт имени А. М. Горького.
Во время событий августа 1991 года участвовал в обороне Белого дома, за что награждён медалью «Защитнику свободной России».

## Основные произведения
- Амаяк Тер-Абрамянц. Витраж. — М.: Возвращение, 1993. — 46 с. — ISBN 5-7157-0032-9.
- Амаяк Тер-Абрамянц. Поезд Таллин-Москва. — М.: Глобус, 1998. — 126 с. — ISBN 5-89021-020-1.
- Амаяк Тер-Абрамянц. Человек у моря. — М.: Возвращение, 2006. — 227 с. — ISBN 5-7157-0195-3.
- Амаяк Тер-Абрамянц. Рассеянный склероз. — М.: Возвращение, 2011. — 168 с. — ISBN 978-5-7157-0211-9.
- Амаяк Тер-Абрамянц. В ожидании Ковчега. — Ереван.: Drago Barzini, 2012. — 376 с.
- Амаяк Тер-Абрамянц. Шоколадный вождь. — СПб.: ООО «ЭРИ», 2013. — 176 с. — ISBN 978-5-73301-06-692.
- Амаяк Тер-Абрамянц. Поминальные записки. — СПб: ООО «ЭРИ». 2014. — 160 с.— ISBN 978-5-7157-0288-3
- Амаяк Тер-Абрамянц. Коктебельская галька. — «Ридеро», 2022—192 с. — ISBN 978-5-4496-8059-4
- Амаяк Тер-Абрамянц. Музей развитого социализма. — Киев. Друкарський двiр Олега Фёдорова, 2022—232 с.- ISBN 978-617-8000-77-6
- Амаяк Тер-Абрамянц. Сердцебиение. Опыты времён. — Москва. «Ридеро», 2022—197 с. — ISBN 978 — 5 — 0056 — 9484 — 3.
- Aмаяк Тер-Абрамянц. Завещание сапожника. — Волгоград, ООО «Перископ-Волга», 2023—230 с. — ISBN 978-5-907453-03-6
- Амаяк Тер-Абрамянц Записки христианина - "Ридеро", 2025 - 172 с - ISBN 978-5-0067-2038-1

## Семейное положение
Женат, воспитывает сына, который родился в 1990 году.